# Tolteca jalisco
Espèce
Synonymes
- Pholcophora jalisco Gertsch, 1982

Tolteca jalisco est une espèce d'araignées aranéomorphes de la famille des Pholcidae.

## Distribution
Cette espèce est endémique du Jalisco au Mexique,. Elle se rencontre vers La Quemada.

## Description
Le mâle holotype mesure 1,17 mm.

## Systématique et taxinomie
Cette espèce a été décrite sous le protonyme Pholcophora jalisco par Gertsch en 1982. Elle est placée dans le genre Tolteca par Huber en 2000.

## Étymologie
Son nom d'espèce lui a été donné en référence au lieu de sa découverte, le Jalisco.

## Publication originale
- Gertsch, 1982 : « The spider genera Pholcophora and Anopsicus (Araneae, Pholcidae) in North America, Central America and the West Indies. » Association for Mexican Cave Studies Bulletin, no 8, p. 95-144.